# Lars Peter Hansen
Lars Peter Hansen (Champaign, 26 ottobre 1952) è un economista statunitense, esperto in macroeconomia, vincitore nel 2013 del Premio Nobel per l'economia insieme a Eugene F. Fama e Robert J. Shiller per le loro "analisi empiriche" di come i prezzi delle azioni e di altri asset sono determinati dal comportamento dei mercati.
Lavora presso il dipartimento di Economia dell'università di Chicago.

## Biografia
Dopo essersi laureato dalla Utah State University (con un Bachelor of Science in Matematica e Scienze Politiche nel 1974) e dalla University of Minnesota (Ph.D in Economia nel 1978), Hansen lavorò come assistente e docente alla Carnegie Mellon University, fino a trasferirsi all'Università di Chicago nel 1981. Al giorno d'oggi, ricopre la posizione del David Rockefeller Distinguished Service Professor in Economia e Statistica all'Università di Chicago. Sua moglie è Grace Tsiang, figlia del famoso economista Sho-Chieh Tsiang. I due hanno un figlio di nome Peter. Hansen ha due fratelli: Ted Howard Hansen, un immunologo alla Washington University a St Louis, e Roger Hansen, un ingegnere della politica dell'acqua. Suo padre, Roger Gaurth Hansen, fu rettore della Utah State University ed era un professore di biochimica.

## Carriera
Hansen è noto soprattutto per i suoi contributi nell'ambito dell'econometria; è infatti l'ideatore del metodo generalizzato dei momenti, ampiamente utilizzato soprattutto nell'ambito dell'economia finanziaria, dove la risoluzione completa di un modello di un sistema economico complesso può essere difficile da gestire o inapplicabile. Hansen dimostrò come utilizzare condizioni di momenti per costruire stime ragionevoli e affidabili dal punto di vista statistico.
Ha inoltre contribuito a una sistematizzazione della teoria economica dei mercati finanziari, formalizzando in un lavoro del 1987 la teoria del fattore di sconto stocastico, e derivandone le principali implicazioni per la ricerca empirica in un successivo lavoro (Hansen e Jagannathan, 1991).
Parte del lavoro di Hansen si è concentrato sulla differenza tra rischio e incertezza (nota anche come Incertezza Knightiana), e sulla misura del rischio sistemico, il suo ruolo nella crisi finanziaria del 2008, e come dovrebbe essere contenuta nella ripresa post-Recessione.

## Associazioni
Hansen è il direttore inaugurale del Becker Friedman Institute e il direttore attuale del Macro Finance Research Program dello stesso. Fu direttore e fondatore del Milton Friendman Institute, il predecessore del Becker Friedman Institute. Insieme ad Andrew Lo, economista del MIT, Hansen guida il Macro Financial Modeling Group, una rete di macroeconomisti con l'obiettivo di sviluppare modelli migliori dei collegamenti tra i settori finanziari e reali dell'economia dopo la crisi economica del 2008. Hansen è anche co-investigatore principale in una iniziativa di ricerca che studia i costi dell'incertezza sulla politica economica.
È membro di associazioni quali la National Academy of Sciences, la American Finance Association, la American Academy of Arts and Sciences e la Macro Finance Society, ed è stato presidente della Econometrics Society. È co-editore di "Advances in Economics and Econometrics" e di "Handbook of Financial Econometrics". È uno dei fondstori della Society for Financial Econometrics (SoFiE).

## Riconoscimenti
Nel 2006 Hansen ha ricevuto il prestigioso Nemmers Prize in Economics offerto dalla Northwestern University. Questo è il premio in denaro più significativo negli Stati Uniti, offerto ad un economista che ha offerto nuovi contributi alla conoscenza o allo sviluppo di nuovi e significativi metodi di analisi.
Il 14 ottobre 2013, l'Accademia reale svedese delle scienze ha deciso di premiare Hansen, insieme a Eugene Fama e Robert Shiller, con il Premio Nobel per l'Economia, «per le loro analisi empiriche sui prezzi delle attività finanziarie».

## Scritti
- Hansen, L.P., (1982), Large Sample Properties of the Generalized Methods of Moments, Econometrica 50, 1029-1054, lo storico contributo di Hansen allo sviluppo del metodo generalizzato dei momenti.
- Hansen, L.P., Richards, S.F., (1987), The Role of Conditioning Information in Deducing Testable Restrictions Implied by Dynamic Asset Pricing Models, Econometrica, 55(4), 587-614, il lavoro che ha formalizzato la teoria del fattore di sconto stocastico.
- Hansen, L.P., Jagannathan, R., (1991), Implications of Security Market Data for Models of Dynamic Economies, Journal of Political Economy, 99, 225-262.
- Hansen, L.P., (2000), Generalized Methods of Moments: A Time Series Perspective, in International Encyclopedia of the Social and Behavior Sciences.